# Affaire Olivier de Scitivaux
Pour les articles homonymes, voir Scitivaux.
L'affaire Olivier de Scitivaux est une affaire judiciaire d'abus sexuels sur mineurs mettant en cause un prêtre français du diocèse d'Orléans, Olivier de Scitivaux de Greische. Accusé d'avoir abusé sexuellement de jeunes garçons, il est mis en examen et incarcéré en 2018, puis libéré au bout de 10 mois. À sa demande, il est renvoyé de l'état clérical en 2021. 
En mai 2024, il est reconnu coupable de viols et d'agressions sexuelles sur mineurs et condamné à 17 ans de réclusion criminelle. Il fait appel de sa condamnation en mai 2024. Début 2025, il renonce finalement à cet appel. 
L'inaction totale des autorités ecclésiales du diocèse entre 1997 et 2018 a été soulignée dans cette affaire.

## Historique
Olivier de Scitivaux est ordonné prêtre en 1989 puis exerce son ministère à l'église Saint-Paterne d'Orléans dans les années 1990 et 2000. Il est également dans les années 2000 aumônier de plusieurs collèges et lycées de la ville. Pendant 14 ans il assure la responsabilité du doyenné Orléans-ouest qui comprend notamment les communes de La Chapelle-Saint-Mesmin, Ingré et Saint-Jean-de-la-Ruelle. Puis de 2013 à mars 2018, il est le recteur de la basilique Notre-Dame de Cléry près d'Orléans, dans le département du Loiret (région Centre-Val-de-Loire),.
Le 28 mars 2018, l'évêque d'Orléans Jacques Blaquart rend publiques les accusations d'abus sexuels de deux personnes, alors mineures, à l'égard d'Olivier de Scitivaux. Il annonce que le prêtre est suspendu de ses fonctions et informe le parquet afin qu'une enquête soit ouverte. En avril 2018, Olivier de Scitivaux est inculpé pour agressions sexuelles sur mineur de quinze ans et placé sous contrôle judiciaire. Les faits reprochés, entre juillet 1994 et juillet 2000, sont des attouchements sur un jeune garçon qui avait alors entre 10 et 16 ans. Ils se seraient déroulés dans un camp de vacances en Bretagne et au sein de la chorale d'une église orléanaise. 
Après une seconde plainte, il est incarcéré en juillet 2018. Les faits portent sur des attouchements et des viols sur un autre mineur, entre 1992 et 1998, alors que la victime avait à l'époque entre 9 et 15 ans. Comme pour la première victime, ces violences sexuelles se seraient déroulées dans un camp de vacances à Perros-Guirec et à Orléans. Un troisième homme avait aussi déposé plainte pour des faits similaires dans les années 1980, mais ces faits prescrits ne peuvent pas donner lieu à des poursuites.
Après 10 mois de détention provisoire, Olivier de Scitivaux est libéré le 23 mai 2019. Quatre victimes présumées du prêtre lancent un appel pour que la parole se libère et que d'autres victimes se manifestent, dans les institutions fréquentées par Olivier de Scitivaux : « les paroisses à Cléry, Saint-Jean-le-Blanc, Meung-sur-Loire, Saint-Paterne, et bien d'autres, aux Scouts d'Europe à Orléans, au sein du Quinquis à Perros-Guirec [centre de vacances], dans les aumôneries comme Sichem [aumônerie des collèges et lycées publics d'Orléans], les collèges, lycées, écoles comme Sainte-Croix ». Jean-François Bernard, première victime à s'être signalée, appelle d'autres victimes à se faire connaître : « Nous parlons, mais pour certains ça n'est pas encore le moment, il faut du temps, le temps de la reconstruction. Et certaines ne le souhaitent pas ».
En 2021, après avoir reconnu les agressions devant un juge canonique, Olivier de Scitivaux, ainsi que Pierre de Castelet, un autre prêtre du Loiret condamné en 2018 pour des agressions sexuelles sur mineurs de 15 ans en 1993, demande son renvoi de l'état clérical qui est accordé par la Congrégation pour la doctrine de la foi,.
En décembre 2022, malgré le recours de l'intéressé, la chambre d'instruction de la cour d'appel d'Orléans confirme le renvoi d'Olivier de Scitivaux devant les assises pour au moins trois accusations de viols et d'agressions sexuelles sur mineurs.
Le procès d'Olivier de Scitivaux se tient devant la cour d’assises du Loiret en mai 2024. Il est jugé pour des viols et des agressions sexuelles sur quatre plaignants, âgés de moins de 15 ans à l’époque, dans les années 1990 et 2000. Lors du procès, l'ancien prêtre reconnaît « les attouchements, les caresses, les fellations, les pénétrations digitales et péniennes, l'ensemble des faits ». Il avoue  également des actes similaires, mais prescrits, sur deux autres victimes à partir de 1982. Dès les années 1980, des alertes de parents étaient parvenues au diocèse, et en 1998 de la part d'animatrices de l'aumônerie, sans résultat.
Reconnu coupable « de centaines de viols et agressions sexuelles aggravées sur quatre garçons », il est condamné le 25 mai 2024 à 17 ans de réclusion criminelle, assortie d'une période de sûreté de 10 ans. Il est également soumis à un suivi socio-judiciaire, une injonction de soins et à l’interdiction d’exercer toute activité professionnelle ou bénévole impliquant un contact avec des mineurs. Olivier de Scitivaux fait appel de sa condamnation. À la suite de cet appel, une nouvelle victime alléguée se fait connaître et demande à témoigner lors du futur procès.
Début 2025, Olivier de Scitivaux renonce finalement à son appel, ce qui rend sa peine définitive.

## Plusieurs alertes non suivies d'effet auprès du diocèse d'Orléans
France Inter souligne en novembre 2024 l'inaction totale des évêques qui se sont succédé entre 1997 et 2018 ainsi que de leurs vicaires généraux, devenus eux-mêmes évêques par la suite. Dès 1997, une responsable d’aumônerie d’Orléans reçoit des signalements de parents sur le comportement d'Olivier de Scitivaux. Elle les transmet au vicaire général, François Maupu (1989-1997), qui lui demande de garder le silence et de se contenter de prévenir le prêtre des plaintes des familles. Olivier de Scitivaux est finalement déplacé, mais toujours au contact de jeunes. La responsable d'aumônerie continue par la suite pendant quinze ans à alerter les successeurs de l'évêque, Gérard Daucourt, ainsi que leurs vicaires généraux, Nicolas Souchu (2000 et 2008) et Jean-Marc Eychenne (2009-2014) qui ne signalent pas les faits à la justice. Nicolas Souchu est également prévenu en 2007 et 2012 par une religieuse en prévision d'un pèlerinage à Rome avec des collégiens accompagnés par Olivier de Scitivaux. Le vicaire général lui affirme qu’une enquête a été menée, alors que la justice n'est informée qu'en 2018.
Lors du procès de 2024, cité comme témoin, Gérard Daucourt affirme qu'il n'avait recueilli « ni plainte ni preuve ». De leur côté, les vicaires généraux, François Maupu et Nicolas Souchu, disent ne pas se souvenir des alertes concernant Olivier de Scitivaux. Après avoir quitté leurs postes de vicaires généraux, Nicolas Souchu et Jean-Marc Eychenne ont été depuis consacrés évêques, respectivement en 2009 et 2015.